# Рара рудохвоста
Рара рудохвоста (Phytotoma rara) — вид горобцеподібних птахів родини котингових (Cotingidae).

## Розповсюдження
Вид поширений у Чилі від півдня регіону Атакама до регіону Магалланес; в Аргентині мешкає в південно-західній частині країни, від Неукена до Вогняної Землі. Вважається випадковим бродягою на Фолклендських островах, Південній Джорджії та Південних Сандвічевих островах.
Зустрічається в долинах, низьких лісах і чагарниках, як в Чилі, так і в Аргентині. Їх часто можна побачити в садах, городах і сільськогосподарських угіддях на висоті до 2300 м.

## Опис
Це кремезний птах, завдовжки 18-20 сантиметрів, з короткими крилами і червоними очима. Довгий хвіст чорного з рудою основою. У самця верхня частина сіро-коричнева з темними смугами, а тім'я та низ каштанового кольору. На крилі є біла смуга, а на лиці візерунок з темних і блідих ділянок. Самиці мають бежеву нижню частину з коричневими смугами, а крила мають бежеву смужку, а не білу. У них немає каштанової корони, як у самців, але на лобі та горлі може бути коричнева пляма. Дзьоб короткий і товстий із зазубреними краями.

## Спосіб життя
Харчується в основному травою, бруньками, молодими пагонами, листям, плодами і ягодами. Раціон також незначною мірою включає комах та їхні личинки. Особливо ними годують молодняк. Гніздо будує на деревах або кущах. Кладка складається з двох-чотирьох яєць.